# Municipio de Muddy Fork (condado de Pike)
El municipio de Muddy Fork (en inglés: Muddy Fork Township) es un municipio ubicado en el condado de Pike en el estado estadounidense de Arkansas. En el año 2010 tenía una población de 249 habitantes y una densidad poblacional de 1,98 personas por km².

## Geografía
El municipio de Muddy Fork se encuentra ubicado en las coordenadas 34°7′8″N 93°46′33″O / 34.11889, -93.77583. Según la Oficina del Censo de los Estados Unidos, el municipio tiene una superficie total de 125.59 km², de la cual 120,34 km² corresponden a tierra firme y (4,18 %) 5,24 km² es agua.

## Demografía
Según el censo de 2010, había 249 personas residiendo en el municipio de Muddy Fork. La densidad de población era de 1,98 hab./km². De los 249 habitantes, el municipio de Muddy Fork estaba compuesto por el 95,18 % blancos, el 0,8 % eran afroamericanos, el 2,41 % eran amerindios, el 0,8 % eran asiáticos y el 0,8 % eran de una mezcla de razas. Del total de la población el 0 % eran hispanos o latinos de cualquier raza.